# Wives and Daughters, an Every-Day Story
Femmes et Filles
Wives and Daughters, an Every-Day Store (littéralement, Épouses et Filles, une histoire de tous les jours) est un roman de la femme de lettres anglaise Elizabeth Gaskell, publié mensuellement (18 épisodes) par le Cornhill Magazine d'août 1864 à janvier 1866. 

## Présentation de l'œuvre
Le livre d'Elizabeth Gaskell s'inscrit en réaction contre la littérature à sensation en vogue à l'époque, et c'est dans cet esprit que l'auteur l'a sous-titré « Une histoire de tous les jours ». Au travers des relations familiales (épouses et filles, mais aussi pères et fils), c'est la société d'alors qu'elle décrit, dans toute la complexité des inter-relations sociales, professionnelles et personnelles de ses personnages. L'œuvre comprend de fins portraits psychologiques des personnages, comme le squire Hamley, le seigneur du lieu, ou  Cynthia Kirkpatrick, la belle-sœur de l'héroïne, Molly Gibson, sans l'habituelle tendance moralisatrice de l'époque victorienne.
L'œuvre se situe à Hollingford, une petite ville provinciale du Nord-Ouest de l'Angleterre, qui évoque Knutsford, dans le Cheshire, petite ville qui comptait alors 3 000 ou 4 000 habitants où Elizabeth Gaskell avait elle-même vécu jusqu'en 1832.
Le personnage de Roger Hamley est inspiré par Charles Darwin, si on se fie à une lettre d'Elizabeth Gaskell elle-même.

## Circonstances de la publication
Le roman est écrit pour la plus grande part au cours d'heureuses vacances passées à Pontresina, à l'occasion d'une visite à Mme Mohl, une amie intime d'Elizabeth Gaskell. 
Cependant, les trois derniers épisodes sont posthumes. En effet, Mrs Gaskell, qui sentait ses forces décliner depuis quelque temps déjà, meurt brutalement le 12 novembre 1865, à l'âge de 55 ans, en prenant le thé et au milieu d'une phrase, à Holybourne, près d'Alton, dans le Hampshire. Elle s'y était rendue, accompagnée de membres de sa famille, faire restaurer et meubler une vieille demeure pour la retraite de son mari. L'éditeur du Cornhill, Frederick Greenwood, accompagne la publication du dernier épisode, auquel ne manque, peut-être, qu'une vingtaine de pages, de quatre pages pleines de tact et de discrète émotion, suggérant comment le roman aurait fini.